# Rafael Carrasco Guerra
Rafael Carrasco Guerra (Toledo, 22 de setembre de 1940) va ser un ciclista espanyol, que competí entre 1962 i 1967. Va venir a Barcelona als 15 anys de la mà de Federico Martín Bahamontes. De la seva carrera no destaca cap victòria d'importància. Un cop retirat va dirigir alguns equips ciclistes entre ells el Kelme durant 12 anys.

## Palmarès
- 1964
  - 2n a la Clàssica de Primavera
- 1965
  - 3r al Trofeu Mossen Borràs
  - 2n al Trofeu Doctor Assalit (etapa de la Setmana Catalana)
  - 3r al Trofeu Masferrer (etapa de la Setmana Catalana)